# Markis de Sade
Donatien Alphonse François de Sade, mest känd som markis de Sade, född 2 juni 1740 i Paris, död 2 december 1814 i Saint-Maurice, Val-de-Marne, var en fransk aristokrat, revolutionär, filosof och författare, ryktbar som libertin och internerad långa perioder av sitt liv. Han använde själv sällan sin ärvda grevetitel utan föredrog ”markis”, en hövlighetstitel som han haft innan han blev myndig. 
Hans släktnamn har gått till eftervärlden som substantiv; redan 1834 förekom det nybildade ordet ”sadism” i ett franskt lexikon, och det skulle bli en del av alla språk. Det skulle också bilda en särskild kategori inom läkarvetenskapens beskrivningar av sexualitet  och så småningom även införlivas som en partialdrift i psykoanalytisk teoribildning. Mot slutet av 1800-talet fick författaren Sade tillnamnet le divin marquis, ”den gudomlige markisen”, i Pietro Aretinos efterföljd, denne slagkraftige satiriker tillika förste erotiske författare i modern tid. Långt in på 1900-talet var flera av Sades litterära verk förbjudna att saluföra.

## Biografi
Sade föddes i Paris som son till den kunglige diplomaten greve Jean-Baptiste de Sade (1702–1767), för tillfället stationerad vid kurfurstendömet Köln, och Marie Eléonore de Maillé de Carman (1712–1777), blodsförvant till den kungliga släkten Condé och hovdam åt Caroline av Hessen-Rotenburg. Sina fyra första levnadsår tillbringade han i sin mors närhet på det förnäma herresätet Hôtel de Condé vid Jardin du Luxembourg i hjärtat av Paris, bland annat som lekkamrat till den fyra år äldre Louis Joseph av Bourbon. Därefter bodde han ett år hos sin farmor i Avignon och fem år hos sin fars yngste bror, den lärde abbé Jacques de Sade (1705–1778) på släktgodset Saumane-de-Vaucluse i det bergiga inlandet av Provence; (fyra av faderns nio syskon innehade kyrkliga ämbeten). År 1750 började en tioårig markis i Collège Louis-le-Grand, en ansedd jesuitskola i Paris, där även Voltaire och Diderot hade studerat tidigare under seklet. Den unge adelsmannen fortsatte därefter i en militärskola vid 14 års ålder.
Efter deltagande i det för Frankrike bittra sjuårskriget fördes Sade samman med dottern till en mycket förmögen ämbetsmannafamilj ur den högre franska societeten. Med hjälp av en väl tilltagen hemgift ville denna borgerliga familj gifta bort sin äldsta dotter med en ättling ur någon prestigefylld gammal adelssläkt. Sade, som uppfyllde detta kriterium, tvangs av sin far att ingå ett sedvanligt konvenansäktenskap för att förbättra den egna familjens finanser. År 1763 gifte han sig med Renée-Pélagie de Montreuil (1741–1810), dotter till en domare vid appellationsdomstolen i Paris. De fick två söner, Louis-Marie (1768–1809), historiker, utan efterkommande, och Claude-Armand (1769–1847), som ärvde grevetiteln 1814, och en dotter, Madeleine-Laure (1771–1844), utan efterkommande. Deras konvenansäktenskap upplöstes revolutionsåret 1789.
Sade levde ett skandalöst liv där han upprepade gånger använde unga prostituerade samt anställda av båda könen på ett sadistiskt sexuellt sätt i sitt slott La Coste. Flera prostituerade anklagade honom för olika övergrepp, bl.a. piskning. Han anklagades även för hädelse.
Sade satt inspärrad i över 28 år av sitt liv. Mot ett kungligt lettre de cachet som svärmodern lyckats utverka, fängslades Sade i Paris 1777 och tillbringade därefter sammanlagt 13 år på fästningarna i Vincennes och Bastiljen. Under franska revolutionen frigavs han och verkade bland annat som vald delegat till nationalkonventet. Vid denna tid gav han sig själv det mer borgerligt klingande namnet ”Louis Sade”. Under Skräckväldet fängslades han återigen åren 1793-1794 som politisk motståndare till Jakobinerklubbens dödsstraff och undslapp med nöd och näppe giljotinen. 1801 häktades han av det nyupprättade Konsulatets polis som författare till de anonymt utgivna romanerna La nouvelle Justine och Juliette eller Lastbarhetens fördelar. Inte heller denna gång ställdes han inför rätta utan administrerades bort till en vistelse på hospitalet Charenton, där han skulle sluta sina dagar över 13 år senare. Bortsett från ett par tidiga reseskildringar skrevs alla hans verk i fångenskap.
Efter hans död namngav familjen inte hans grav, helt i enlighet med Sades sista vilja. Hans son, greve Claude Armand de Sade, lät bränna sin fars sista omfattande roman, Les journées de Florbelle ou La nature dévoilée, som därmed gick förlorad för alltid.

### Från Sade till sadism
Släktnamnet Sade blev ganska snabbt en del av det allmänna språkbruket som substantiv och adjektiv. Neologismen sadism dök upp 1834 i Dictionnaire universel av Boiste. Ordet representerade där en ”fruktansvärd villfarelse utifrån sedeslöshet: monstruöst och antisocialt system som revolterar mot naturen”.
”Detta är ett namn som alla känner men som ingen utsäger; handen darrar när det skrivs och när det hörs låter det dystert”, står det i en fransk uppslagsbok från 1857 i artikeln om Sade. ”Inte nog med att den här mannen förespråkar orgier, han uppmanar till stöld, föräldramord, helgerån, skändning av gravar, barnamord, alla möjliga hemskheter. Han kom på brott som inte fanns i brottsbalken; han tänkte ut tortyrmetoder som inkvisitionen inte hade kunnat drömma om.” 
I psykiatrisk terminologi infördes ordet sadism mot slutet av 1800-talet av professor Richard von Krafft-Ebing. Han gav begreppet sadism en vetenskaplig status, som motsats till masochism, för att beteckna en sexuell perversion där tillfredsställelse är kopplad till andras lidande eller förnedring.

## Verk
| ”                                  | I hans person hyllar man filosofen i bojor, den absoluta revoltens förste teoretiker. | „ |
| – Albert Camus, Människans revolt. |                                                                                       |   |

Sades verk inkluderar romaner, noveller, pjäser och politiska skrifter. Några av dessa publicerades under hans livstid under hans eget namn, andra dök upp anonymt och ytterligare andra postumt. Den enda av hans pjäser som spelades under hans livstid var Oxtiern, om en svensk greves övergrepp. Den tillkom under vistelsen på Bastiljen och uruppfördes i oktober 1791 på Théâtre Molière i Paris. Han är annars mest känd för ohämmade pornografiska skildringar med våldsamma inslag och hädelse mot romersk-katolska kyrkan. Han var en förespråkare för extrem frihet, ohämmad av moral, religion eller lag.

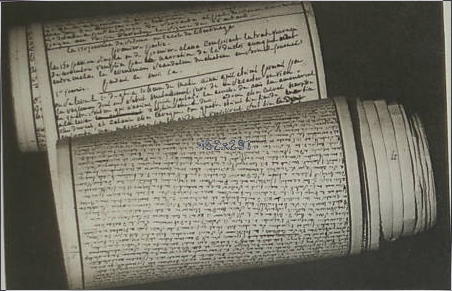
Originalets manuskriptrullar till De 120 dagarna i Sodom eller Liderlighetens skola.

Sade, som hade inlett sitt författarskap 1769 med reseskildringar, intensifierade efter interneringen sin verksamhet som författare. 1782 färdigställde han Dialog mellan en präst och en döende, i vilken en döende libertin övertygar en präst om det värdelösa i ett gudfruktigt liv.
Sades eget öde att inte tillåtas gifta sig med någon han älskade går igen i hans första stora verk, brevromanen Aline et Valcour (författad 1785-88, publicerad 1795). Den fortsätter emellertid långt utöver sitt inledande tema och är ett sorts kompendium över upplysningstidens teman och berättarformer. Omtalat är i synnerhet ett utkast till en utopisk statsbildning på söderhavsön Tamoé.
Ett utdrag ur Juliette eller Lastbarhetens fördelar, ett senare och mer moget verk, tog André Breton med i sin antologi om svart humor, Anthologie de l'humour noir (1940). Även ett brev adresserat Till Madame de Sade och författat i fängelset Vincennes den 19 september 1783 medtogs.

### Boktitlar (urval)

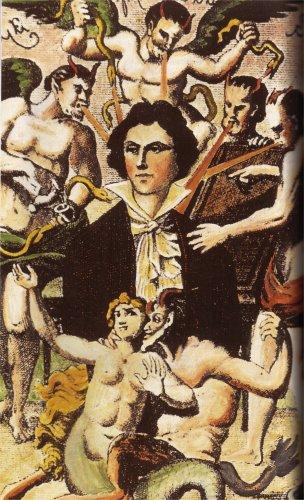
Målning som ska föreställa Sade och hans anhang av H. Biberstein från 1830 ur L'Œuvre du marquis de Sade redigerad av Guillaume Apollinaire (Bibliothèque des Curieux, Paris, 1909)

#### Franska

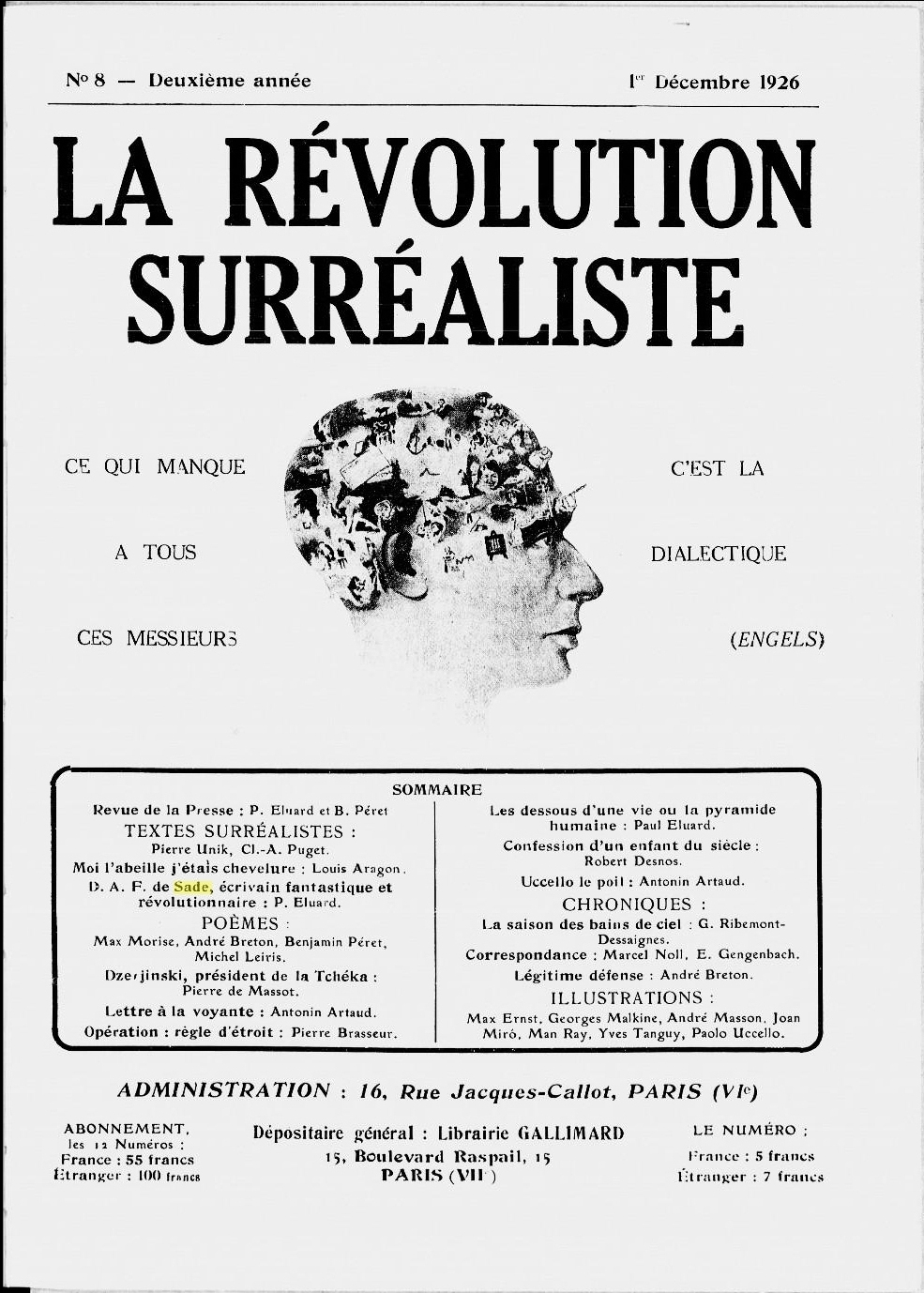
En artikel av Paul Éluard i tidskriften La Révolution surréaliste benämner Sade "fantastisk och revolutionär författare".

- Œuvres complètes du Marquis de Sade I-XV, éd. Jean-Jacques Pauvert (Paris 1986-1991)
- Historiettes, contes et fabliaux (1788)
- Aline et Valcour ou Le Roman philosophique (reseroman i brevform, 1795) 
  - Tome 1, Project Gutenberg 2005
 Tome 2, Project Gutenberg 2006
- Les Infortunes de la vertu (filosofisk novell, 1787; utgiven första gången 1930)
- Justine ou les Malheurs de la vertu (1791)
- La Nouvelle Justine ou les Malheurs de la vertu (1799)
- Histoire de Juliette, sa sœur, ou Les prospérités du vice (1799)
- Le comte Oxstiern ou les effets du libertinage (drama i tre akter, 1799)
- Les 120 journées de Sodome (skriven på Bastiljen 1785 och publicerad första gången 1904 med många transkriptionsfel; närmast följt av en avsevärt förbättrad utgåva 1931-1935)
- La Philosophie dans le boudoir (1795)
- Les Crimes de l'amour (1800)
  - Project Gutenberg 2009
- La Marquise de Gange (1813)

#### På svenska
- "Utdrag ur Sades testamente". I tidskriften Utsikt, 1950:7
- Under erotikens gissel: intima bekännelser (översättning T. V. Lundqvist) (Mimosaförlaget, 1950)
- Utdrag ur Juliette. I tidskriften Odyssé, 1954:2)
- Justine eller dygdens besvärligheter (Justine, ou Les malheurs de la vertu) (översättning och bearbetning av Nore Hell) (The Elephant Press, 1956) (Ny utg. 1983, ISBN 91-7074-034-8)
- "En oförklarlig händelse" och "Brev till hustrun från fängelset". I antologin Fantastika: 27 franska författare i urval (Bo Cavefors förlag, 1964, 1974)
- Eugenie, 15 år (anonym översättning?) (Alfviförlaget, 1965; en starkt förkortad version av La Philosophie dans le boudoir)
- Markis de Sade (i urval av Per Magnus Kjellström, översättning Lars Bjurman [m.fl.]) (Prisma, 1968) (Ny utg. 1989, 1993). Innehåller bland annat "Dialog mellan en präst och en döende", "Zamés kungarike" och teaterstycket "Oxstiern"
- Sängkammarens filosofi (La philosophie dans le boudoir) (översättning Sven Hultgren) (Libertinförlaget, 1979)
- Utdrag ur Eugénie de Franval. I tidskriften Dramaten 1980:12
- Sades testamente, samt utdrag ur Filosofin i sängkammaren och Justine. I tidskriften 80-tal, 1989:30
- Justine [bearbetning av Guido Crepax, som seriealbum] (översättning Göran Ribe) (RSR Epix, 1992)

Vertigo förlag har utgivit följande titlar
- Filosofin i sängkammaren eller De omoraliska lärarna: Dialoger avsedda för unga flickors uppfostran (översättning Hans Johansson (2002, 2006) ISBN 91-85000-28-0
- De 120 dagarna i Sodom eller Liderlighetens skola (översättning Hans Johansson) (2005) ISBN 91-85000-26-4
- Ernestine: en svensk novell (översättning Else Marie Güdel-Bruhner) [19] (2007) ISBN 91-85000-45-0
- Juliette eller Lastbarhetens fördelar: Del I-II (översättning Hans Johansson) (2009), med 1797 års originalillustrationer ISBN 978-91-85000-62-3
- Juliette eller Lastbarhetens fördelar: Del III-IV (översättning Hans Johansson) (2010) ISBN 91-85000-83-3
- Juliette eller Lastbarhetens fördelar: Del V-VI (översättning Hans Johansson) (2011) ISBN 91-85000-88-4
- Den nya Justine eller Dygdens olyckor (översättning, kommentarer och förord: Hans Johansson) (2016)

## Om Sade (urval)

### Filmer
- Guldåldern (1930) i regi av Luis Buñuel (refererar till De 120 dagarna i Sodom ). Sade, gestaltad av Michel Piccoli, återkom långt senare som en av många historiska figurer i Buñuels film Vintergatan (1969).
- Marat-Sade (1967) i regi av Peter Brook. Royal Shakespeare Companys uppsättning av Mordet på Marat.
- Valmy (1967) (efter orten där Slaget vid Valmy stod), en fransk TV-film i tre delar om franska revolutionen, i regi av Jean Chérasse och Abel Gance med Serge Gainsbourg i en framträdande roll som Sade.
- Kärlekens hus (1969) i regi av Cy Endfield med bland andra Keir Dullea som markis de Sade och John Huston som abbé de Sade, markisens farbror.
- Salò, eller Sodoms 120 dagar (1975) i regi av Pier Paolo Pasolini.
- Donatien-François, marquis de Sade (1985), ett franskt TV-drama i regi av Patrick Antoine med bland andra Bruno Cremer som Sade och Josephine Chaplin som markisinnan de Sade.
- Sade en procès (1999), en fransk TV-film i regi av Pierre Beuchot som också står för manus tillsammans med Sade-kännaren Jean-Jacques Pauvert och med bland andra André Dussollier som markisens berättande röst och Evelyne Didi i rollen som Marie-Constance Quesnet.
- Quills (2000) i regi av Philip Kaufman med Geoffrey Rush, Kate Winslet, Joaquin Phoenix och Michael Caine i bärande roller.
- Sade (2000) i regi av Benoît Jacquot med Daniel Auteuil i rollen som Sade. Efter en roman av Serge Bramly.[37]

### Pjäser
- Le Marquis de Sade (1921) av Charles Méré
- Mordet på Marat eller Jean Paul Marat förföljd och mördad så som det framställs av patienterna på hospitalet Charenton under ledning av herr de Sade (1964) av Peter Weiss.
- Markisinnan de Sade (1965) av Yukio Mishima, uppsatt på Kungliga Dramatiska Teatern 1989 i regi av Ingmar Bergman, en uppsättning som även spelades in för TV 1991, med Stina Ekblad i titelrollen, Marie Richardson som hennes rivaliserande syster och Anita Björk som deras mor Madame de Montreuil.
- Notre Sade (1985) av Michèle Fabien
- Sade, concert d'enfers (1989) av Enzo Cormann
- Le Retour de Sade (2004) av Bernard Noël
- Don Juan le révolté (2009) av Frédérick Tristan
- D.A.F. Marquis de Sade (2013) av Pierre-Alain Leleu